# ظاهرآباد (سرکور)
ظاهرآباد یا پنچی بوگ روستایی در دهستان سرکور بخش مرکزی شهرستان سرباز استان سیستان و بلوچستان ایران است.

## جمعیت
بر پایه سرشماری عمومی نفوس و مسکن در سال ۱۳۹۵ جمعیت این روستا ۱۴۰ نفر (۳۲خانوار) بوده‌است.